# Parykbusk-slægten
Parykbusk-slægten (Cotinus) har kun to arter:
| Arter |

- Parykbusk (Cotinus coggygria)
- Amerikansk parykbusk (Cotinus obovatus), som er meget sjælden og kun ses i botanisk haver og -samlinger.